# شابیر لوپس-آروستگی
شابیر لوپس-آروستگی (باسکی: Xabier López-Arostegui؛ زادهٔ ۱۹ مهٔ ۱۹۹۷) بازیکن بسکتبال اهل اسپانیا است.
از باشگاه‌هایی که در آن بازی کرده‌است می‌توان به باشگاه بسکتبال والنسیا و باشگاه بسکتبال یوونتوت بادالونا اشاره کرد.
وی در مسابقات کشوری و بین‌المللی در مجموع برندهٔ ۱ مدال طلا شده‌است.